# Technisch-Naturwissenschaftliche Fakultät der JKU Linz

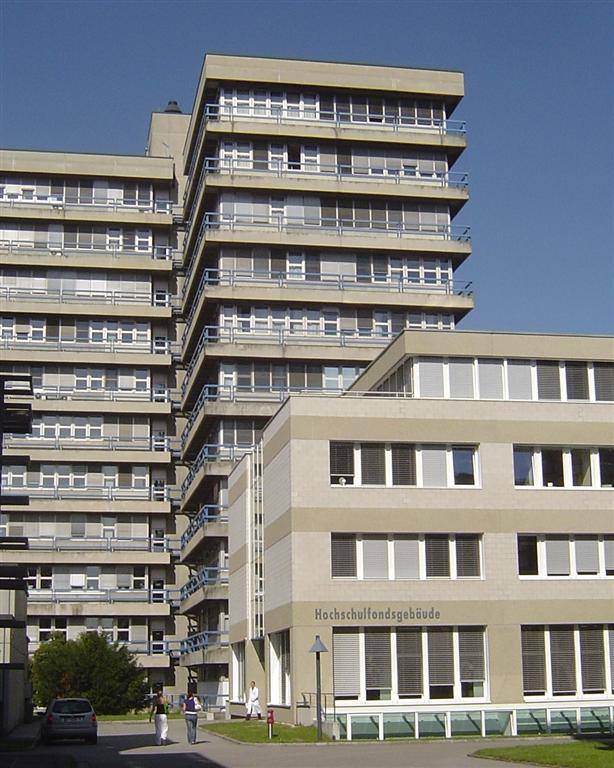
Der TNF-Turm, ein Zentrum der TN-Fakultät

Die Technisch-Naturwissenschaftliche Fakultät (kurz: TNF) ist eine der vier Fakultäten der Johannes Kepler Universität (kurz: JKU) in Linz, Oberösterreich. Die Fakultät wurde 1969 eingerichtet, an ihr wird Forschung und Lehre in den Fachbereichen Chemie und Kunststofftechnik, Mathematik, Mechatronik, Informatik und Physik durchgeführt, Dekan ist der Professor für Pervasive Computing, Alois Ferscha.
Die Fakultät befindet sich am Campus der JKU in Linz-Dornach (Stadtteil St. Magdalena), im Nordosten der Stadt Linz.

## Geschichte
1965 – noch bevor die damalige Hochschule für Sozial- und Wirtschaftswissenschaften offiziell eröffnet wurde – wurde vom Nationalrat die Erweiterung der Hochschule um eine Technisch-Naturwissenschaftliche Fakultät beschlossen. Das Professorenkollegium (Adolf Adam, Gerhard Derflinger und Hans Knapp) tritt 1968 erstmals zusammen und wählt den Statistiker Adolf Adam zum ersten Dekan. Adam war zu dieser Zeit auch Rektor der Hochschule.
Der offizielle Studienbetrieb an der TNF wurde im Jahr 1969 aufgenommen. Die ersten Studienrichtungen waren Technische Mathematik, Informatik, Rechentechnik und das Lehramtsstudium Mathematik-Physik. Informatik wurde bereits seit 1968 im Rahmen des Linzer Informationswissenschaftlichen Programms von Adolf Adam gelehrt, aber erst 1972 als offizielle Studienrichtung etabliert. 1970 wurde das Studium der Technischen Physik erstmals angeboten.
Die Lehramtsstudien wurden 1977 um Chemie erweitert, ab 1979 wurde auch das Studium Wirtschaftsingenieurwesen – Technische Chemie angeboten. Die Sozial- und Wirtschaftswissenschaftliche Fakultät wurde 1975 um den Studienversuch Wirtschaftsinformatik erweitert, der 1985 in ein Regelstudium übergeführt wurde. Obwohl dieses Studium nicht zur TNF gehört, wird es bis heute in der Lehre stark durch deren Institute unterstützt. 1990 nahm die JKU als eine der ersten Universitäten weltweit den Lehrbetrieb im Fach Mechatronik auf.
Im Jahr 2002 wurde das Lehramtsstudium Informatik und Informatikmanagement neu eingeführt. Ein interuniversitäres Studium Molekulare Biologie wurde 2004 gemeinsam mit der Universität Salzburg etabliert. 2005 folgte das Masterstudium Industrial Mathematics, das gemeinsam mit der TU Eindhoven und der TU Kaiserslautern gelehrt wird. Das Masterstudium Bioinformatik wurde 2006 neu eingerichtet, mittlerweile wurde es um das Bachelorstudium als englischsprachiges Cross Border-Studium gemeinsam mit der Südböhmischen Universität Budweis erweitert.
Seit Wintersemester 2007 werden ein interuniversitäres Bachelorstudium Biological Chemistry und seit 2010 das zugehörige Masterstudium in englischer Sprache angeboten. Dabei handelt es sich ebenfalls um eine Kooperation mit der Südböhmischen Universität České Budějovice.
Seit dem Studienjahr 2008/09 wird das Bachelorstudium der Informationselektronik angeboten, das zugehörige Masterstudium kann seit dem Wintersemester 2011 absolviert werden.
Mit dem Studienjahr 2009/2010 wurde das Bachelorstudium Kunststofftechnik neu eingerichtet, die Masterstudien Polymer Technologies and Science und Management in Polymer Technologies folgten.

### Geschichte der Informatik
Die Geschichte des Informatikstudiums in Linz begann mit der Verfassung des Linzer Informationswissenschaftlichen Programms (LIP) durch Adolf Adam. Dieser erhielt auch 1966 einen Ruf an die neuerrichtete Hochschule, unter anderem um die Technisch-Naturwissenschaftliche Fakultät einzurichten. Ein Jahr später, im Wintersemester 1967/68, wurden die ersten Vorlesungen zum Linzer Informationswissenschaftlichen Programm durch das Institut für Statistik und Datenverarbeitung angeboten.
Im Mai 1967 wurden durch Ernst Reichl die Planungen zum ersten Rechenzentrum der Universität begonnen. Er bot auch einen Schwerpunkt der Umweltinformatik an. Als neu gewählter Rektor verfasste Adolf Adam seine wegweisende Denkschrift „Informatik“.
1968 konstituierte sich das Professorenkollegium der Technisch-Naturwissenschaftlichen Fakultät. Adolf Adam wurde – neben seiner Funktion als Rektor – zum Dekan gewählt. Im gleichen Jahr wurde das Rechenzentrum unter der Leitung von Jörg R. Mühlbacher in Betrieb genommen.
Ab der Aufnahme des offiziellen Studienbetriebs an der TNF mit Wintersemester 1969 wurde auch eine provisorische Studienrichtung Informatik mit dem inhaltlichen Schwerpunkt auf Anwendungen angeboten. Die Lehre wurde vor allem von Adolf Adam, Miloš Lánský und Arno Schulz durchgeführt.
Am 29. Juni 1971 wurde durch Erlass des Ministeriums das Informatikstudium an der JKU genehmigt. Ab dem darauffolgenden Wintersemester 1971/72 begann somit der reguläre Studienbetrieb. In weiterer Folge wurde eine Reihe an Informatikern zu Professoren berufen: Arno Schulz (1971), Franz Pichler (1972), Ernst Reichl und Günther Vinek (1973), Peter Rechenberg (1975) und Jörg R. Mühlbacher (1976). Günther Vinek verließ die Universität 1976 aufgrund eines Rufes an die Universität Wien.
Am 12. Dezember 1977 wurde der TNF-Turm noch vor Abschluss der Bauarbeiten in Betrieb genommen und am 28. November 1978 offiziell eröffnet.
Informatikprofessor Ernst Reichl wurde 1981 zum Rektor für die Studienjahre 1981–1983 gewählt. Es folgte eine weitere Berufungswelle mit Roland Traunmüller (1983), Peter Kopacek (1986), Roland Wagner (1987), Jens Volkert (1989) und Gerhard Chroust (1992). Im Jahr 1993 werden sogar drei neue Professoren berufen: Helmut Beran, Richard Hagelauer und Gerti Kappel. 1994 folgte Hanspeter Mössenböck und 1995 Max Mühlhäuser.
1999 wurde Peter Rechenberg emeritiert, sein Nachfolger am Institut für Praktische Informatik (heute: Institut für Pervasive Computing) wird der 2000 berufene Alois Ferscha. Ebenfalls im Jahr 1999 wurde ein neuer Informatik-Studienplan eingeführt. Im Jahr 2000 folgte Max Mühlhäuser einem Ruf an die TU Darmstadt, seine Nachfolge trat 2002 Gabriele Anderst-Kotsis an. 2001 wechselte Gerti Kappel an die TU Wien.
2002 wurde das Informatik-Studium an der JKU als eines der ersten in Österreich auf das durch den Bologna-Prozess zu etablierende Bachelor/Master-System umgestellt. Im Rahmen dieser Umstellung wurde auch das Lehramtsstudium Informatik und Informatikmanagement neu eingeführt. Im Jahr 2004 wurde Armin Biere als Nachfolger des emeritierten Franz Pichler berufen. Der von der TU Wien an die JKU berufene Gerhard Widmer folgte Helmut Beran. 2005 wurde Roland Traunmüller pensioniert.
Der Studienplan des Bachelor/Masterstudiums wurde mit Wintersemester 2007/08 novelliert. Mit Oktober 2007 wurde Gerhard Chroust emeritiert, seine Nachfolge trat im März 2008 Alexander Egyed an. Im Oktober 2009 erfolgte die Emeritierung von Jens Volkert. Im Jahr 2009 neu berufen wurde der Computergrafiker Oliver Bimber (formell als Nachfolger von Roland Traunmüller).

## Gebäude
Als Campusuniversität sind die meisten Einrichtungen der JKU und damit auch der TNF am Campus der JKU im Norden von Linz untergebracht. Die Institute belegen hauptsächlich Flächen im TNF-Turm (Chemie, Physik), im Physikgebäude (Physik) und Halbleiterphysikgebäude (Physik) sowie im JKU Science Park Bauteil I (Mechatronik), Bauteil II (Mathematik, Kunststofftechnik) und Bauteil III (Informatik). Ein Institut der Mechatronik ist im Hochschulfondsgebäude untergebracht, weiters befinden sich noch Laborräumlichkeiten im Mikroelektronikgebäude.
Seit der Eröffnung des Bauteils I des JKU Science Parks (auch als Mechatroniktrakt, kurz MT, bezeichnet) im Oktober 2009 sind die Institute der Mechatronik, welche zuvor im Betriebsgebäude 01 im Gelände der Voestalpine untergebracht waren, am Campus angesiedelt. Die Eröffnung des Bauteils III im Sommer 2012 ermöglichte außerdem die Hereinnahme einiger Informatik-Institute, welche zuvor in Außenstellen in der Freistädter Straße angesiedelt waren.
Außerhalb des Universitätsgeländes untergebracht sind
- im Softwarepark Hagenberg Räumlichkeiten des Instituts für Anwendungsorientierte Wissensverarbeitung (Fachbereich Informatik) sowie das Institut für Symbolisches Rechnen[4] und das Fuzzy Logic Laboratorium Linz-Hagenberg[5] (beide Fachbereich Mathematik)
- in der Linzer Gruberstraße das Institut für Biophysik (Fachbereich Physik)

## Lehre
An der Technisch-Naturwissenschaftlichen Fakultät werden Bachelorstudien, Lehramtsstudien, Masterstudien und Doktoratsstudien angeboten.
- Chemie
  - Bachelorstudium Biological Chemistry
  - Masterstudium Biological Chemistry
  - Bachelorstudium Chemistry and Chemical Technology (CCT) (bis September 2018: Technische Chemie)
  - Masterstudium Chemistry and Chemical Technology (CCT) (bis September 2019: Technische Chemie)
  - Masterstudium Polymer Chemistry
  - Masterstudium Management in Chemical Technologies (MCT) (bis September 2019: Wirtschaftsingenieurwesen Technische Chemie (WITECH))
- Elektronik und Informationstechnik (bis September 2017: Informationselektronik)
  - Bachelorstudium Elektronik und Informationstechnik
  - Masterstudium Elektronik und Informationstechnik
- Informatik
  - Bachelorstudium Bioinformatics (auslaufend seit 2020W)
  - Bachelorstudium Informatik
  - Masterstudium Computer Science
- Kunststofftechnik
  - Bachelorstudium Nachhaltige Kunststofftechnik & Kreislaufwirtschaft (bis September 2023: Kunststofftechnik)
  - Masterstudium Polymer Technologies and Science
  - Masterstudium Management in Polymer Technologies
- Mathematik
  - Bachelorstudium Technische Mathematik
  - Masterstudium Computermathematik
  - Masterstudium Industriemathematik
  - Masterstudium Mathematik in den Naturwissenschaften (auslaufend seit 2023W)
- Maschinenbau
  - Bachelorstudium Maschinenbau
  - Masterstudium Maschinenbau
- Mechatronik
  - Bachelorstudium Mechatronik
  - Masterstudium Mechatronik
- Physik
  - Bachelorstudium Molekulare Biowissenschaften
  - Masterstudium Molecular Biology (bis September 2016: Molekulare Biologie)
  - Bachelorstudium Technische Physik
  - Masterstudium Physics (bis September 2023: Technische Physik)
  - Masterstudium Biophysik
  - Masterstudium Nanoscience and -Technology (auslaufend seit 2023W)
- Lehramt Sekundarstufe (Allgemeinbildung)
  - Unterrichtsfächer: Chemie, Physik, Mathematik, Informatik und Informatikmanagement, Biologie und Umweltkunde
- Doktoratsstudien TN
  - Doktoratsstudium der Technischen Wissenschaften
  - Doktoratsstudium der Naturwissenschaften

## Institute und Forschungseinrichtungen
An der Fakultät sind 58 Institute eingerichtet (Stand: 2018). Daneben existieren fünf Christian-Doppler-Laboratorien sowie das Johann Radon Institute for Computational and Applied Mathematics (RICAM) der Österreichischen Akademie der Wissenschaften.

### Chemie und Kunststofftechnik
(Quelle:)
- Institut für Analytische und Allgemeine Chemie (Vorstand: Christian Klampfl)
  - Leitung Analytische Chemie: Markus Himmelsbach
  - Leitung Allgemeine Chemie: Christian Klampfl
- Institut für Anorganische Chemie – Center of Nanobionics and Photochemical Sciences (CNPS) (Interimistische Leitung: Marko Hapke und Christoph Topf)
- Institut für Biochemie (Vorstand: Frans Mulder)
- Institut für Chemie der Polymere (Vorstand: Oliver Brüggemann)
- Institut für Chemische Technologie Anorganischer Stoffe (Vorstand: Achim Walter Hassel)
- Institut für Chemische Technologie Organischer Stoffe (Vorstand: Christian Paulik)
- Institut für Katalyse (Vorstand: Marko Hapke)
- Institut für Organische Chemie (Vorstand: Mario Waser)
- Institut für Physikalische Chemie (Vorstand: N. Serdar Sariciftci)
- Institut für Polymer Processing and Digital Transformation (Vorstand: Gerald R. Berger-Weber)
- Institut für Polymer Injection Moulding and Process Automation (Vorstand: Georg Steinbichler)
- Institut für Polymeric Materials and Testing (Vorstand: Reinhold W. Lang)
- Institut für Polymer Product Engineering (Vorstand: Zoltan Major)
- Institut für Polymerwissenschaften (Vorständin: Sabine Hild)
- Institut für Verfahrenstechnik (Vorstand: Mark Hlawitschka)
- Linzer Institut für Organische Solarzellen (LIOS) (Vorstand: N. Serdar Sariciftci)

### Informatik
- Institut für Anwendungsorientierte Wissensverarbeitung (provisorischer Vorstand: Josef Küng)
- Institut für Bioinformatik (Vorstand: Sepp Hochreiter)
- Institut für Computational Perception (Vorstand: Gerhard Widmer)
- Institut für Computer-Architektur (provisorischer Vorstand: Robert Wille)
  - Abteilung für Angewandte Systemforschung und Statistik (Leiter: Robert Wille)
- Institut für Computergrafik (Vorstand: Oliver Bimber)
- Institut für Formale Modelle und Verifikation (Vorstand: Armin Biere)
- Institut für Integrierte Schaltungen (Vorstand: Robert Wille)
  - Abteilung für Integrierte Schaltungen und Systementwurf (Leiter: Robert Wille)
  - Abteilung für Energieeffiziente Analoge Schaltungen (Leiter: Harald Pretl)
  - Abteilung für Medizinelektronik (Leiter: Richard Hagelauer)
- Institut für Netzwerke und Sicherheit (provisorischer Vorstand: Michael Sonntag)
- Institut für Pervasive Computing (Vorstand: Alois Ferscha)
- Institut für Signalverarbeitung (Vorstand: Mario Huemer)
- Institut für Software Systems Engineering (Vorstand: Alexander Egyed)
- Institut für Systemsoftware (Vorstand: Hanspeter Mössenböck)
- Institut für Telekooperation (Vorständin: Gabriele Anderst-Kotsis)
  - Abteilung für Kooperative Informationssysteme (Leiterin: Gabriele Anderst-Kotsis)

### Mathematik
- Institut für Algebra (Vorstand: Manuel Kauers)
- Institut für Analysis (Vorstand: Aicke Hinrichs)
  - Abteilung für Funktionalanalysis (Leiter: Aicke Hinrichs)
  - Abteilung für Dynamische Systeme und Approximationstheorie (Leiter: Petro Yudytskiy)
- Institut für Angewandte Geometrie (Vorstand: Bert Jüttler)
- Institut für Finanzmathematik und Angewandte Zahlentheorie: (Vorstand: Gerhard Larcher)
- Institut für Industriemathematik (Vorstand: Ronny Ramlau)
- Institut für Numerische Mathematik (Vorstand: Ulrich Langer)
- Institut für Stochastik (Vorständin: Evelyn Buckwar)
- Institut für Symbolisches Rechnen (RISC) (Vorstand: Peter Paule)
- Institut für Mathematische Methoden in Medizin und Datenbasierter Modellierung (Vorstand: Luca Gerardo-Giorda)
- Doktoratskolleg Computational Mathematics (Vorständin: Veronika Pillwein)

### Mechatronik
- Institut für Design und Regelung Mechatronischer Systeme (Vorstand: Luigi del Re)
- Institut für Elektrische Antriebe und Leistungselektronik (Vorstand: Wolfgang Amrhein)
- Institut für Elektrische Messtechnik (Vorstand: Bernhard Zagar)
- Institut für Konstruktiven Leichtbau (Vorstand: Martin Schagerl)
- Institut für Maschinenlehre und Hydraulische Antriebstechnik (Vorstand: Rudolf Scheidl)
- Institut für Mechatronische Produktentwicklung und Fertigung (Vorstand: Klaus Zeman)
- Institut für Medizin- und Biomechatronik (Vorstand: Werner Baumgartner)
- Institut für Mikroelektronik und Mikrosensorik (Vorstand: Bernhard Jakoby)
- Institut für Nachrichtentechnik und Hochfrequenzsysteme (Vorstand: Andreas Springer)
  - Abteilung für Nachrichtentechnik (Leiter: Andreas Springer)
  - Abteilung für Hochfrequenzsysteme (Leiter: Andreas Stelzer)
- Institut für Regelungstechnik und Prozessautomatisierung (Vorstand: Kurt Schlacher)
- Institut für Robotik (Vorstand: Andreas Müller)
- Institut für Strömungslehre und Wärmeübertragung (Vorstand: Philipp Gittler)
  - Abteilung für Particulate Flow Modelling (Leiter: Stefan Pirker)
- Institut für Technische Mechanik (Vorstand: Hans Irschik)
- JKU HOERBIGER Research Institute for Smart Actuators (Vorstand: Florian Poltschak)

### Physik
- Institut für Angewandte Physik (Vorstand: Thomas A. Klar)
- Institut für Biophysik (Vorstand: Peter Hinterdorfer)
  - Abteilung für Angewandte Experimentelle Biophysik (Leiter: Peter Hinterdorfer)
  - Abteilung für Molekulare Biophysik und Membranbiophysik (Leiter: Peter Pohl)
- Institut für Experimentalphysik (Vorstand: Peter Zeppenfeld)
  - Abteilung für Atom- und Oberflächenphysik (Leiter: Peter Zeppenfeld)
  - Abteilung für Physik der Weichen Materie (Leiter: Siegfried Bauer †)
- Institut für Halbleiter- und Festkörperphysik (Vorstand: Andreas Ney)
  - Abteilung für Festkörperphysik (Leiter: Stefan Müllegger)
  - Abteilung für Halbleiterphysik (Leiter: Armando Rastelli)
  - Abteilung für Nanoelektronik
- Institut für Theoretische Physik (Vorstand: Thomas Renger)
  - Abteilung für Theoretische Biophysik (Leiter: Thomas Renger)
  - Abteilung für Vielteilchensysteme (Leiter: Arthur Ernst)
- Zentrum für Oberflächen- und Nanoanalytik (ZONA) (Vorstand: Kurt Hingerl)

### Christian-Doppler-Laboratorien
- Monitoring und Evolution sehr großer Softwaresysteme (MEVSS)
- Kombinatorische Oxidchemie (COMBOX)
- Strukturfestigkeitskontrolle von Leichtbaukonstruktionen
- Mehrskalenmodellierung mehrphasiger Prozesse
- Digital unterstützte Hochfrequenz-Transceiver in zukünftigen mobilen Kommunikationssystemen

## Personen

### Dekan
Der Informatiker Alois Ferscha ist seit 2023 Dekan der Fakultät.
Seine Vorgänger waren:
- 1968–1969: Adolf Adam (Mathematik)
- 1969–1970: Eduard Nachtigall (Chemie)
- 1970–1971: Miloš Lánský (Informatik)
- 1971–1973: Paul Otto Runck (Mathematik)
- 1973–1974: Helmut Paul (Physik)
- 1974–1975: Hans Knapp (Mathematik)
- 1975–1977: Günther Vinek (Informatik)
- 1977–1979: Helmut Heinrich (Physik)
- 1979–1981: Bruno Buchberger (Mathematik)
- 1981–1984: Hermann Janeschitz-Kriegl (Chemie)
- 1984–1985: Peter Rechenberg (Informatik)
- 1985–1987: Helmut Paul (Physik)
- 1987–1989: Peter Weiss (Mathematik)
- 1989–1991: Heinz Falk (Chemie)
- 1991–1993: Hartwig Thim (Physik)
- 1993–1997: Urbanus M. Titulaer (Physik)
- 1997–2000: Heinz Engl (Mathematik)
- 2000–2007: Richard Hagelauer (Mechatronik)
- 2007–2009: Wolfgang Buchberger (Chemie)
- 2009–2013: Erich Peter Klement (Mathematik)
- 2013–2015: Franz Winkler (Mathematik)
- 2015–2017: Alois Ferscha (Informatik)
- 2017–2019: Norbert Müller (Chemie)
- 2019–2023: Kurt Schlacher (Mechatronik)